# Église Saint-Jacques du Locheur
Pour les articles homonymes, voir Église Saint-Jacques.
L'église Saint-Jacques est une église catholique située à Val d'Arry, en France.

## Localisation
L'église est située dans le département français du Calvados, au sud du bourg du Locheur, commune déléguée de la commune nouvelle de Val d'Arry.

## Architecture
L'édifice est inscrit au titre des Monuments historiques depuis le 19 septembre 1928.